# Chi Địa nhãn
Chi Địa nhãn (danh pháp khoa học: Sapria) là một chi thực vật có hoa trong họ Rafflesiaceae.

## Hình ảnh

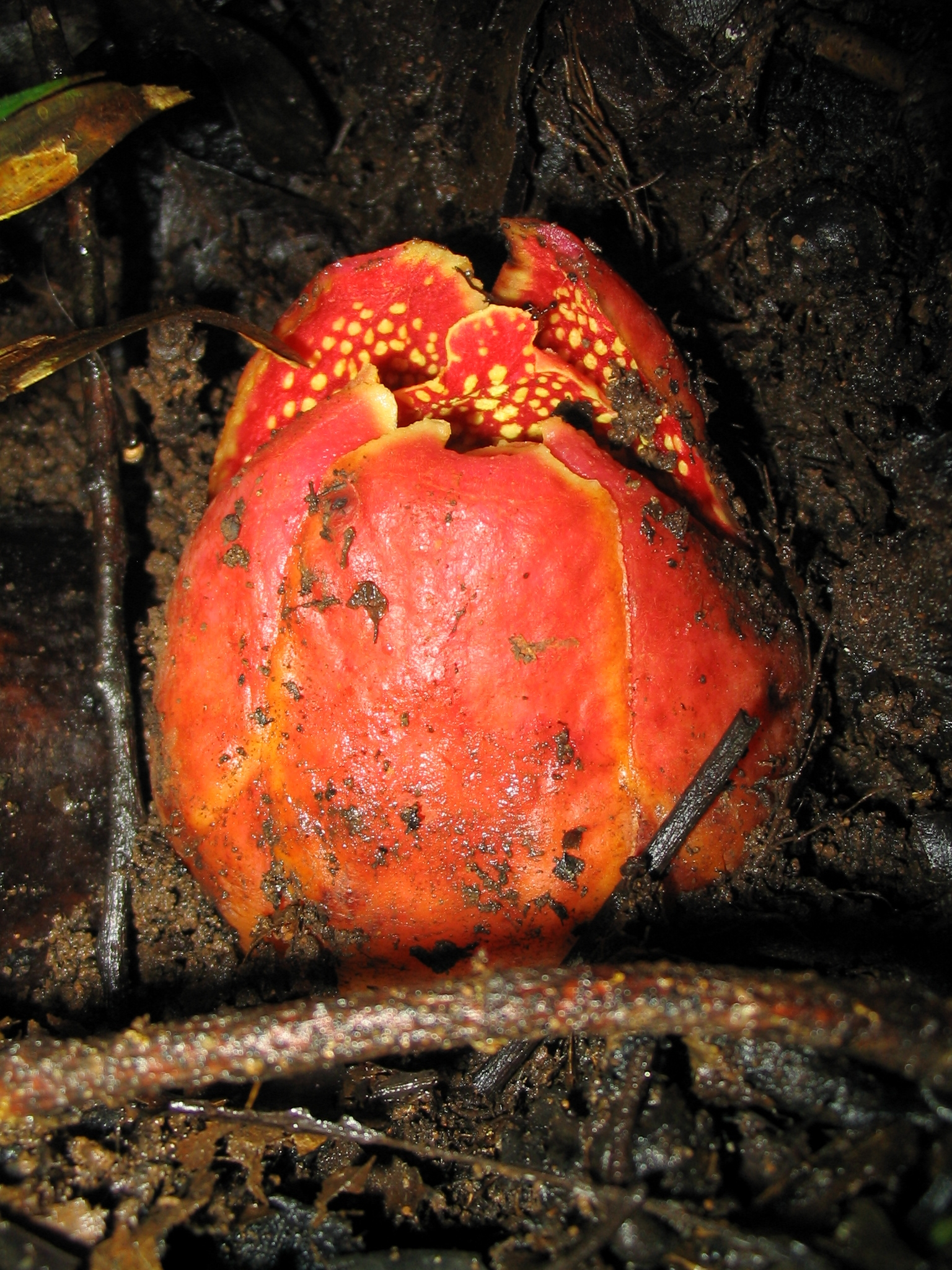
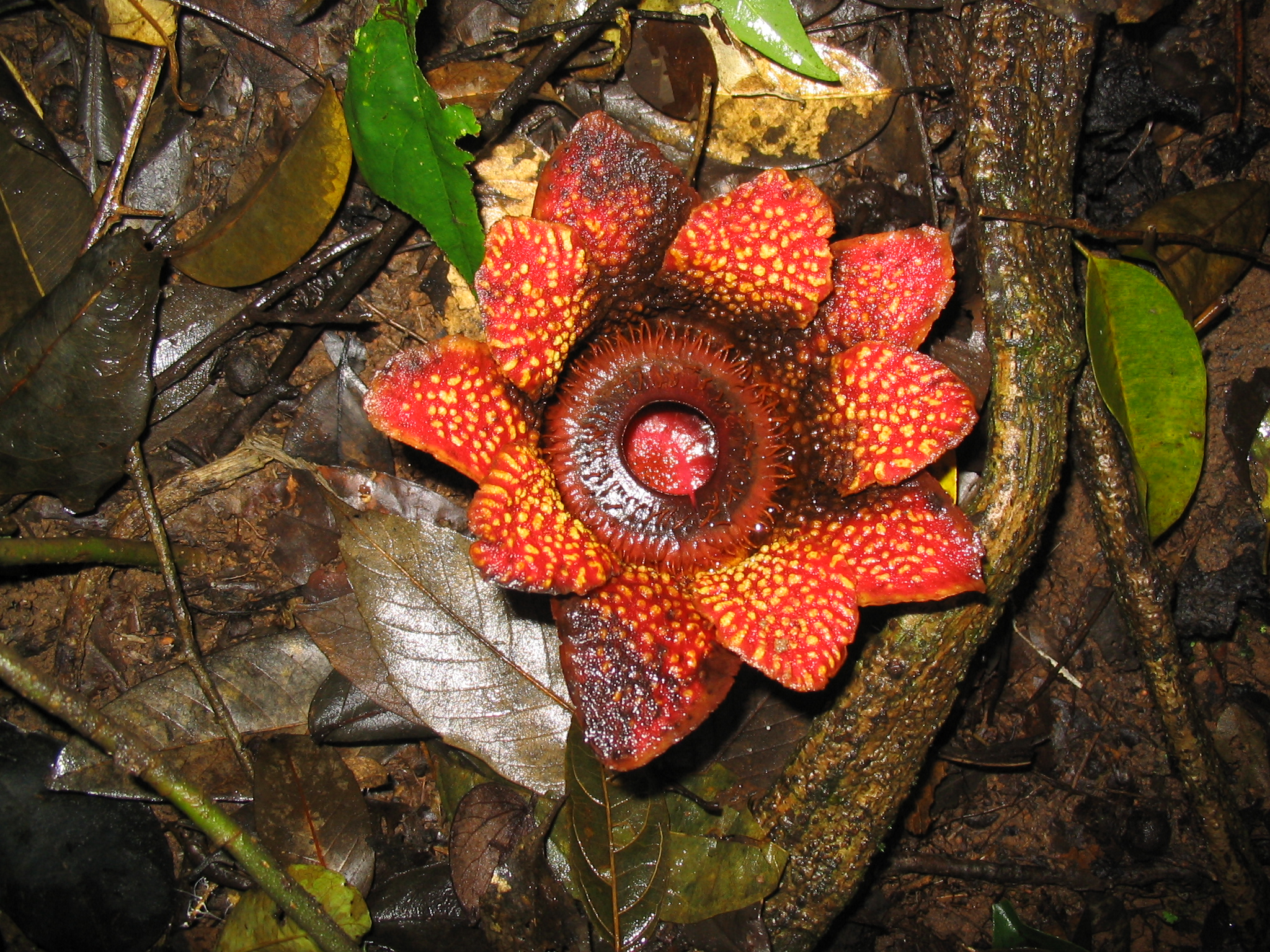
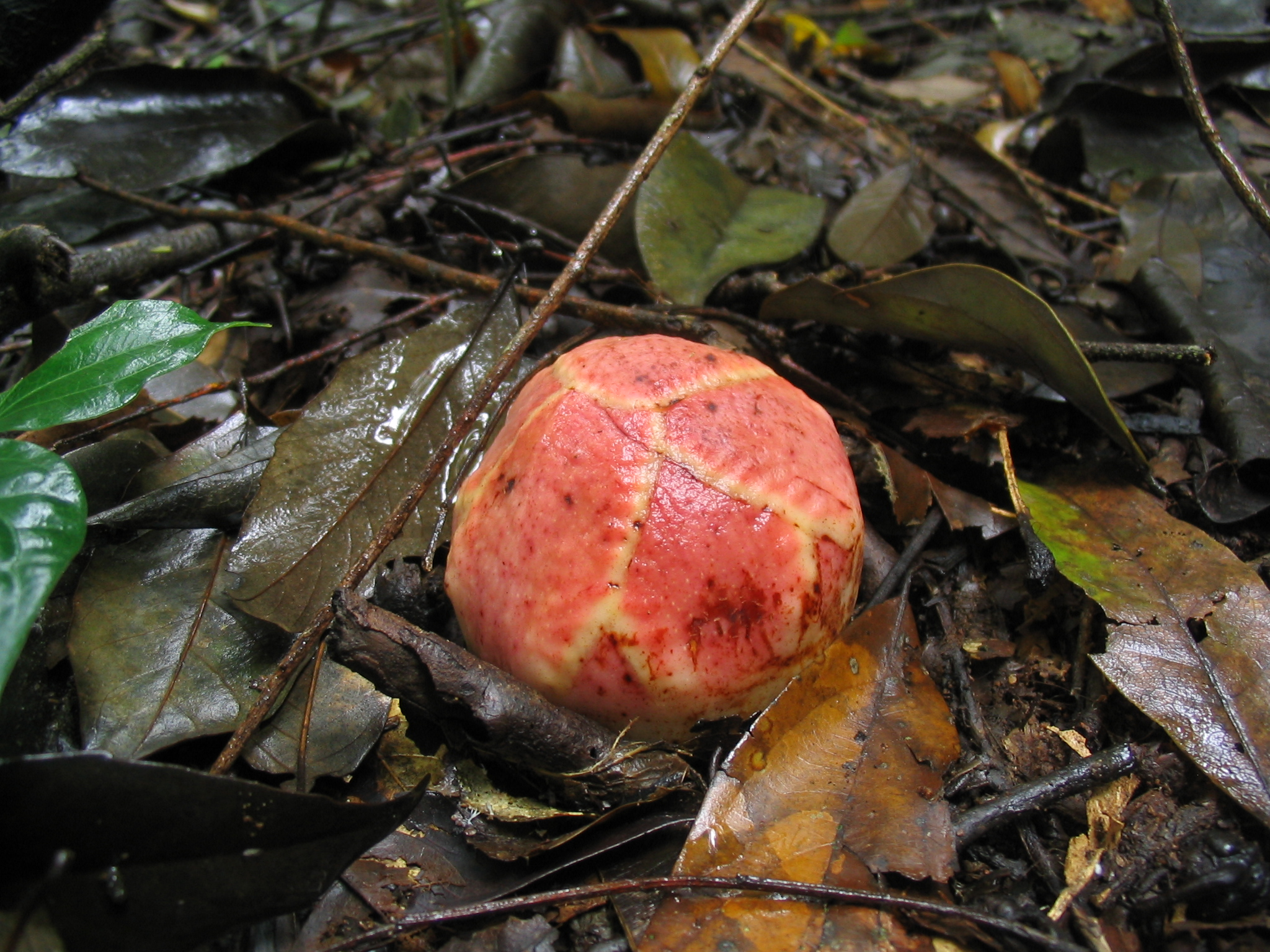
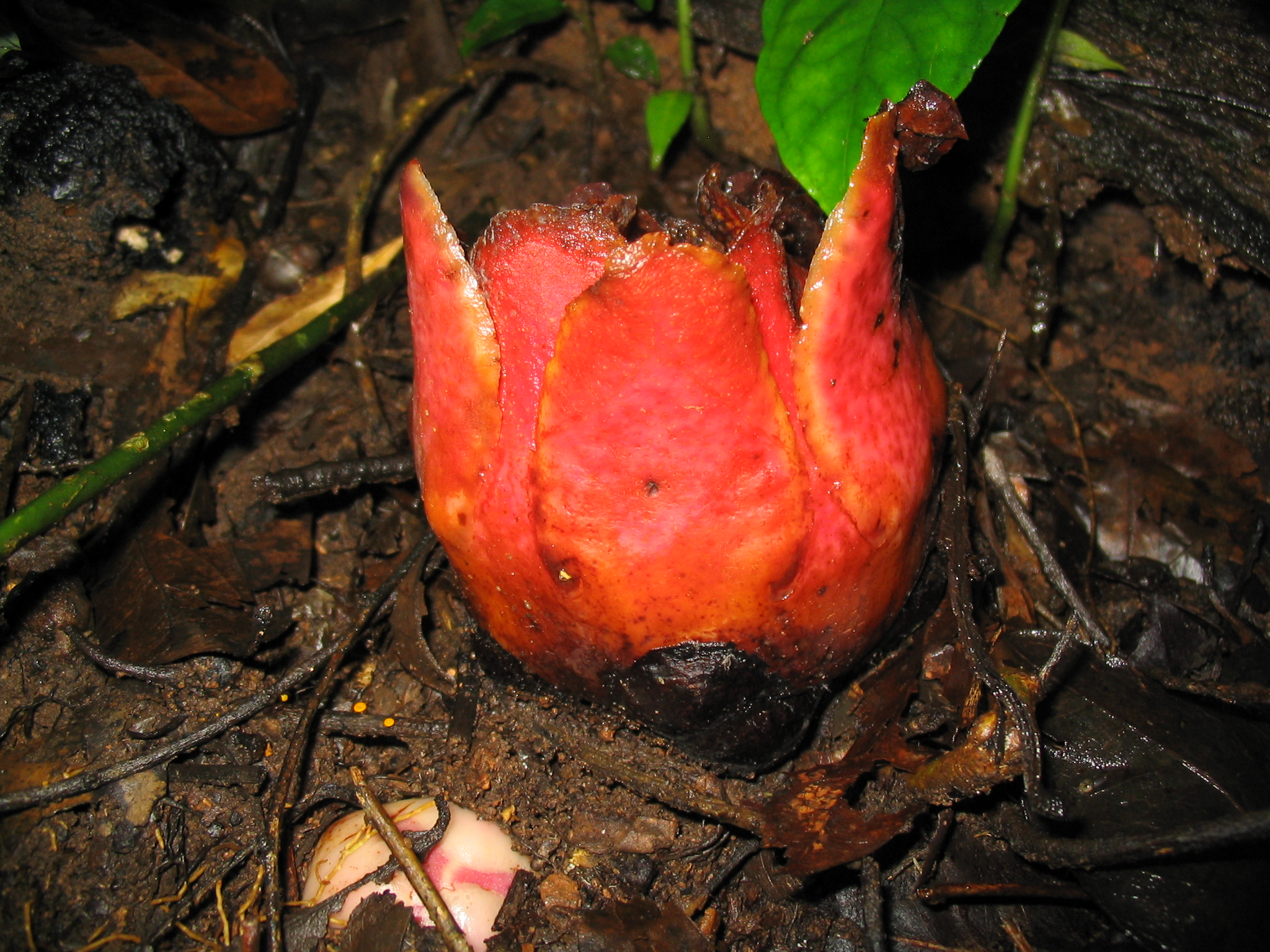

## Loài
Chi Sapria gồm các loài: